# Simpang Duku
Simpang Duku is een bestuurslaag in het regentschap Mandailing Natal van de provincie Noord-Sumatra, Indonesië. Simpang Duku telt 612 inwoners (volkstelling 2010).